# Jennifer Mickelson
Jennifer Mickelson (13 giugno 1978) è un'ex sciatrice alpina canadese.

## Biografia
La Mickelson, originaria di Collingwood, in Nor-Am Cup esordì il 2 gennaio 1995 a Sugarloaf in supergigante, senza completare la gara, e ottenne come migliori piazzamenti tre quinti posti. In Coppa del Mondo disputo cinque gare nel  1997: la prima fu la discesa libera di Lake Louise del 4 dicembre in cui si classificò 30ª, suo miglior piazzamento nel circuito, l'ultima fu la discesa libera di Val-d'Isère del 17 dicembre, che non completò. Prese per l'ultima volta il via in Nor-Am Cup il 30 marzo 1998 a Sun Peaks in slalom gigante (17ª) e si ritirò al termine di quella stessa stagione 1997-1998: la sua ultima gara fu uno slalom gigante FIS disputato il 15 aprile a Mont-Sainte-Anne. Non prese parte a rassegne olimpiche o iridate.

## Palmarès

### Coppa del Mondo
- Miglior piazzamento in classifica generale: 116ª nel 1998

### Campionati canadesi
- 4 medaglie:
  - 1 oro (discesa libera nel 1998)
  - 1 argento (slalom speciale nel 1997)
  - 2 bronzi (slalom speciale nel 1996; discesa libera nel 1997)